# Bronisin Dworski
Bronisin Dworski – wieś w Polsce położona w województwie łódzkim, w powiecie łódzkim wschodnim, w gminie Rzgów.
Miejscowość założona na dobrach wiskickich w XIX wieku przez rodzinę Szerszeńskich (nazwa pochodzi od imienia jednego z członków rodziny). Do 1954 roku wieś wchodziła w skład gminy Wiskitno. W 1954 weszła w skład Gromadzkiej Rady Narodowej Wiskitno. Od 1 stycznia 1973 w gminie Rzgów. W latach 1975–1998 miejscowość administracyjnie należała do ówczesnego województwa łódzkiego.